# Esbjörn Svensson

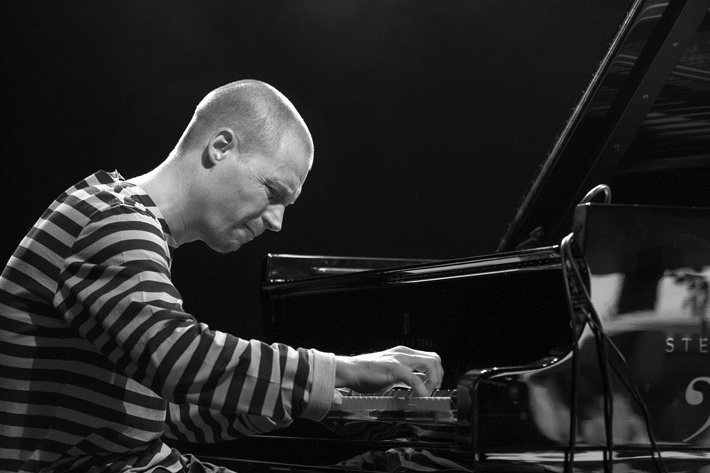
Esbjörn Svensson, 2007

Esbjörn Svensson (* 16. April 1964 in Västerås, Schweden; † 14. Juni 2008 in Stockholm) war der Pianist und Komponist der schwedischen Jazzband Esbjörn Svensson Trio (auch E.S.T. oder e.s.t.). Er galt als einer der herausragenden Jazzpianisten der Zeit um die Jahrtausendwende und schuf mit seiner Band einen neuartigen Jazztrio-Klang, der mit seinen Anleihen beim Sound der Pop- und Rockmusik dem Jazz neue Hörer erschloss.

## Biografie

### Anfangsjahre
Esbjörn Svensson war der Sohn einer klassischen Pianistin und eines jazzbegeisterten Vaters; sein Großonkel war der Pianist und Sänger Gunnar Svensson. Klavier lernte er zunächst nur autodidaktisch. In einem musikalischen Elternhaus aufgewachsen, kam er früh mit Jazz in Berührung, fühlte sich jedoch zunächst nur von der Klassik angesprochen. Als Jugendlicher entwickelte er zusätzlich ein reges Interesse für Popmusik und Rock ’n’ Roll, über die er wieder zur Klassik kam und schließlich zum Jazz fand. Bereits zu Schulzeiten gründete er seine ersten Bands. Nachdem er unter Anleitung seiner Mutter anfängliche Erfahrungen am Instrument sammeln konnte, begann er mit seinem Freund und späteren Bandkollegen Magnus Öström gemeinsam zu musizieren.
Im Alter von 16 Jahren wechselte er schließlich auf ein Musikgymnasium, wo er seinem ersten Jazzlehrer Jerzy Lisewski zugeteilt wurde. Später studierte er vier Jahre an der Königlichen Musikhochschule in Stockholm und erhielt Unterricht von einem klassischen Konzertpianisten, da er mit dem ihm zugewiesenen Jazzpianisten als Lehrer nicht zufriedenstellend zusammenarbeiten konnte. So verfolgte er zunächst eine Ausbildung für das klassische Spiel und beschäftigte sich in diesem Zusammenhang zudem intensiv mit der Musik Johann Sebastian Bachs, die ihn später auch kompositorisch prägte. Außerdem erhielt er im Rahmen seines Studiums Unterricht von Bengt-Arne Wallin.
Nach seinem Abschluss arbeitete er zunächst kurze Zeit als Sideman in der schwedischen und dänischen Jazzszene – unter anderem seit 1985 für mehrere Jahre in der Hardbop-Band von Fredrik Norén. Ab 1990 gehörte er zum Quintett von Lina Nyberg. Auch trat er als Komponist für Popmusik in Erscheinung. Da er sich in dieser Formation nicht richtig wohl fühlte, verfolgte er alsbald die Idee eines eigenen Jazztrios.

### Esbjörn Svensson Trio
1990 gründete er sein erstes eigenes Trio, das ein Vorläufer des Esbjörn Svensson Trios war, und dem bereits sein Jugendfreund und Schlagzeuger Magnus Öström angehörte. 1993 stieß der Bassist Dan Berglund (* 1963) zu den beiden Musikern, und das Esbjörn Svensson Trio wurde gegründet. Kurz darauf erschien ihr erstes Album When Everyone Has Gone. Ein Jahr später kamen die drei Musiker überein, sich nur noch auf die Arbeit mit ihrem eigenen Trio zu konzentrieren und keine größeren musikalischen Nebentätigkeiten mehr auszuführen. 1995 erschien in Schweden ihr Album Mr. & Mrs. Handkerchief, das sechs Jahre später vom Label ACT Music unter dem Titel E.S.T. Live '95 im restlichen Europa veröffentlicht wurde.
Mitte der neunziger Jahre hatte sich das Trio in der nordischen Jazzszene etabliert, Svensson wurde 1995 und 1996 in Schweden zum Jazzmusiker des Jahres gewählt. Das nächste Album E.S.T. Plays Monk verkaufte sich in Schweden über 10.000 mal; die frischen Arrangements der Kompositionen von Thelonious Monk fanden nun bereits großen Anklang bei Kritikern. 1997 erschien das Album Winter in Venice, das fast ausschließlich Eigenkompositionen beinhaltet und zwei Schwedische Grammys gewann, einen für Svensson als „Best Composer“, den anderen für das beste Album.
Da sein Stockholmer Label keine Auslandskontakte zur Jazzwelt hatte, nahm Svensson 1994 die Gelegenheit einer Aufnahme mit dem Posaunisten Nils Landgren wahr, um mit dessen Manager Siegfried Loch vom deutschen Jazz-Label ACT über eine Zusammenarbeit zu reden. Svensson bestand auf einer beiderseitigen Kooperation der Labels, und es dauerte fünf Jahre, bis der Vertrag zustande kam. Mit der CD From Gagarin's Point of View (1999), die international von ACT vertrieben wurde, gelang e.s.t. auch der internationale Durchbruch. Der Song Dodge the Dodo vom genannten Album entwickelte sich zu einem oft gespielten Hit der Band. Er machte zusammen mit Svenssons weiteren Kompositionen seine kompositorischen Fähigkeiten sowie den typischen e.s.t.-Sound einem internationalen Publikum bekannt und war zukunftsweisend für die Entwicklung des Jazztrios.
Mit ihren Alben Good Morning Susie Soho und Strange Place for Snow machten sie insbesondere auch das amerikanische Publikum auf ihr Trio aufmerksam, und es folgte 2002 eine neunmonatige Tour durch Europa, die Vereinigten Staaten und Japan. Beide Alben zeichneten sich durch große Originalität aus, integrierten sicher und kreativ andere Musikstile und festigten den bestimmten Sound der Gruppe. Die in der Folge veröffentlichten Alben Seven Days of Falling (2003), Viaticum (2005) und Tuesday Wonderland (2006) wurden sowohl von Kritikern als auch Fans sehr positiv aufgenommen und brachten diverse Auszeichnungen sowie sehr gute Platzierungen in den Jazz- und Popcharts. Die ausgedehnten Konzerttouren zu den Alben führten viele Zuhörer zu ihren Live-Auftritten. Allein auf der Tuesday Wonderland-Tour gab die Band innerhalb eines Jahres vor mehr als 200.000 Zuhörern über 100 Konzerte in 24 Ländern. Als erste europäische Jazz-Band überhaupt erschien e.s.t. auf dem Titelbild des angesehenen US-amerikanischen Jazz-Magazins Down Beat (Mai 2006).
Nach diesem Erfolg arbeitete das Trio kontinuierlich am Konzept der Integration von elektronischen und mechanischen Klangerweiterungen in einem Jazztrio-Kontext. Das Album e.s.t. Live in Hamburg erschien im November 2007 und stellt einen Konzertmitschnitt eines Auftritts im Herbst 2006 in Hamburg im Rahmen der Tuesday Wonderland-Tour dar.
Die kreative und energiereiche Improvisation der Band wird auf dieser Doppel-CD sehr authentisch festgehalten und führte zum Vergleich mit dem Köln Konzert von Keith Jarrett, was die Bedeutung in ihrer Diskographie betrifft. Die Aufnahme verdeutlicht den über die Jahre entwickelten Sound des Trios, weist dabei teilweise als neue Interpretation der bekannten e.s.t.-Kompositionen über das zuvor Gehörte hinaus und ist einer der bedeutendsten Live-Mitschnitte, die das Genre in dieser Zeit hervorgebracht hat.
Die posthum erschienenen Alben Leucocyte und 301 sind aus frei improvisierten Jamsessions der Band in den Studios 301 während der Australien-Tour im Januar 2007 kompiliert. Die Musik ist deutlich experimenteller als auf vorhergehenden Alben und stellt einen für Jazztrios ungewohnten Sound dar, der viele elektronische Klangerweiterungen (Hall, Verzerrungen usw.) enthält, als Fundament jedoch den akustischen Klang bewahrt. Dies deutet auf die ursprünglich geplante musikalische Weiterentwicklung des Trios hin, wofür auch die Tatsache spricht, dass spontane Jamsessions, ohne feste Kompositionen, der Band als Quelle der musikalischen Erneuerung galten. Die Rezeption von Svenssons visionärer Klangsprache auf diesem Meilenstein durch Musikerkollegen, Fachwelt und Publikum ist noch nicht abgeschlossen und bietet Ansatzpunkte für die Entwicklung neuer Klangdimensionen im Jazztrio-Kontext.
Nach Svenssons Tod wurde das e.s.t. aufgelöst. Am 12. September 2008 fand auf Schloss Elmau in Bayern ein Gedenkkonzert für Esbjörn Svensson statt. Es spielten Dan Berglund, Magnus Öström und Nils Landgren.

### Weitere musikalische Tätigkeiten
Seit 1994 spielte Svensson auch Alben mit dem Posaunisten Nils Landgren ein. Die Zusammenarbeit endete 1999, da Svensson sich nur noch auf sein Trio, das stetig bekannter und erfolgreicher wurde, konzentrieren wollte. Trotz der nun sporadischen musikalischen Zusammenarbeit blieben die beiden gut befreundet und es kam zu Gastauftritten von Nils Landgren beim Esbjörn Svensson Trio.
1997 tourte das Esbjörn Svensson Trio mit der Sängerin Viktoria Tolstoy, die ihr Blue-Note-Debütalbum Russian White fertiggestellt hatte, das von Svensson produziert worden war.
Im Oktober 2003 nahm sie außerdem das Album Shining on You auf, welches Svensson gewidmet war. Er komponierte und arrangierte sämtliche Songs des Albums und übernahm auch den Klavierpart, trat dabei jedoch unter dem Pseudonym Bror Falk auf.
2018 entdeckte Svenssons Frau Soloaufnahmen auf der Festplatte eines Computers. 2022 erschienen diese nie gehörten Stücke unter dem Titel Home.S. Der Albumtitel ist ein Wortspiel („Zu Hause“), trägt auch die Intitialien E und S von Svensson.

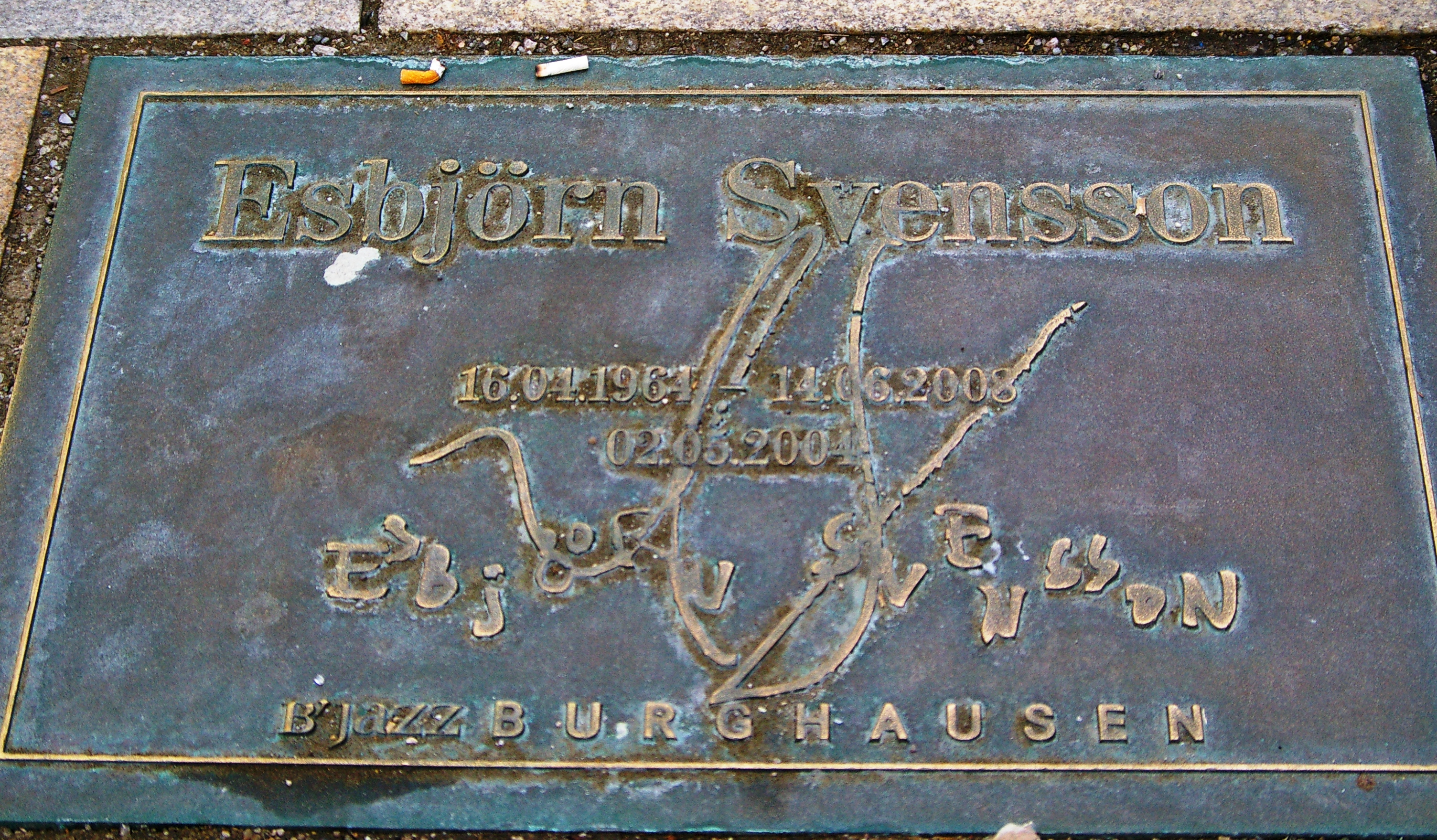
Esbjörn Svensson (Gedenkstein in der Street of Fame in Burghausen)

### Unfalltod

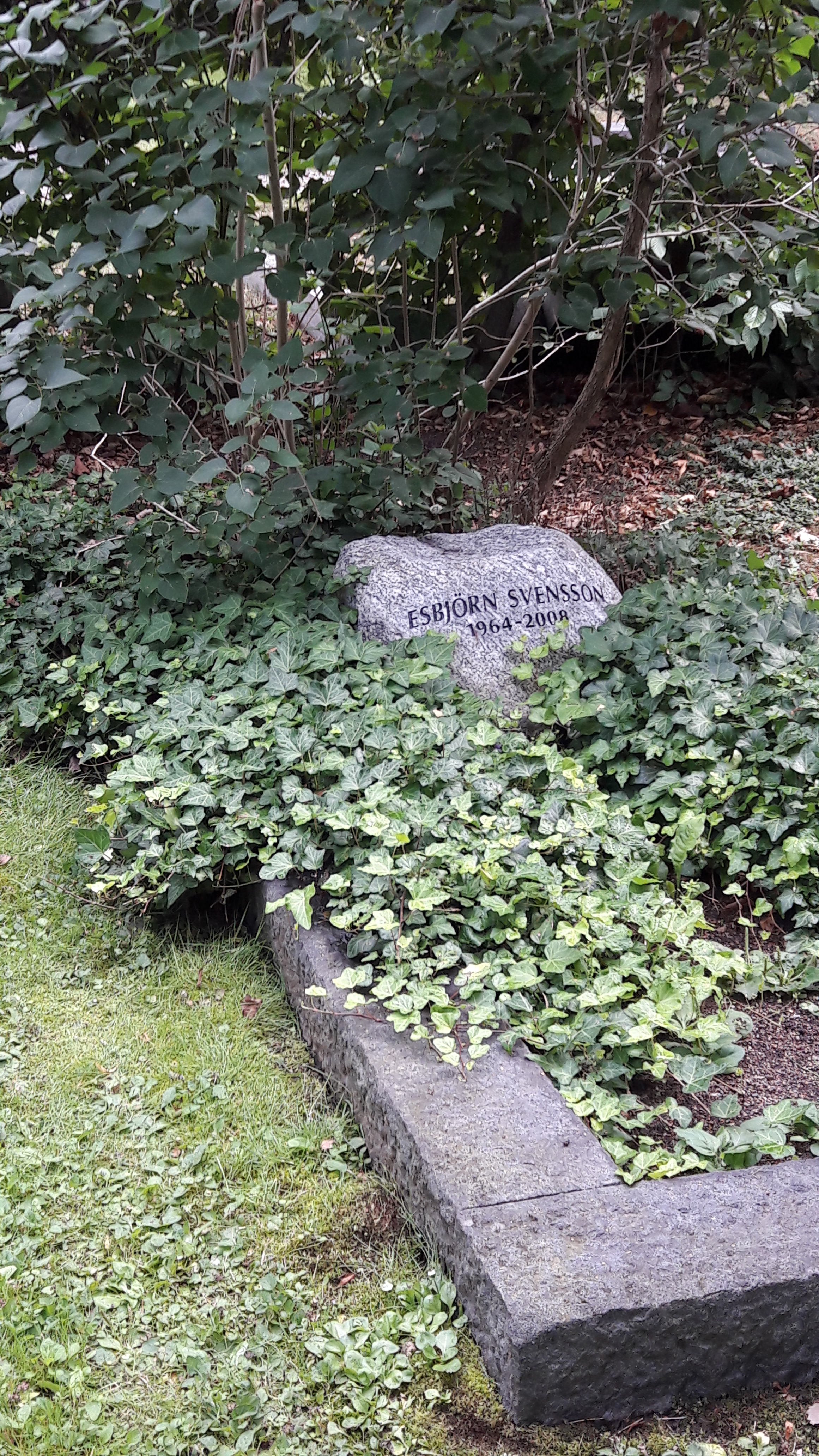
Esbjörn Svenssons Grab, Friedhof Sandsborg, Stockholm

Ende 2007 ging Svensson mit seiner Familie drei Monate lang auf Weltreise; es ging nach Japan, Australien und Los Angeles. Mit seinem Sohn Ruben besuchte er einen Tauchkurs in Perth.
Am 14. Juni 2008 verunglückte Svensson tödlich beim Tauchen im Stockholmer Schärengarten. Er war während des Tauchgangs aus der Gruppe verschwunden und wurde anschließend leblos am Grund des Wassers gefunden. Da die Todesursache zunächst ungeklärt war, stellte die schwedische Polizei Ermittlungen an und kam zu dem Ergebnis, dass es sich um einen Unfall handelte: Demnach habe sich die Luftleitung zu seinem Trockenanzug gelöst. Svensson, der erst kurz zuvor mit dem Tauchen begonnen hatte, sei vermutlich mit der Situation überfordert gewesen.
Sein plötzlicher Tod auf dem bisherigen Höhepunkt seiner Karriere und vor der Veröffentlichung des kurz zuvor fertiggestellten Albums Leucocyte löste in der Jazzszene tiefe Bestürzung und Betroffenheit aus. Am 8. Juli 2008 fand in Stockholm eine Gedenkfeier mit kurzen musikalischen Beiträgen von Viktoria Tolstoy, Nils Landgren und Svenssons beiden Bandkollegen Dan Berglund und Magnus Öström statt. Die Beisetzung erfolgte unter Ausschluss der Öffentlichkeit. Sein Grab liegt auf dem Friedhof Sandsborg in Stockholm.
Esbjörn Svensson hinterließ seine Ehefrau und zwei Söhne.

## Werk und Würdigung
Esbjörn Svensson Klavierstil ist stark von Keith Jarrett – insbesondere dessen frühen Aufnahmen – beeinflusst, zeigt aber auch die Rezeption des Stils von Bill Evans und Einflüsse der Musik Pat Methenys. Des Weiteren schätzte er die Musik von Johann Sebastian Bach als äußerst wertvoll für seine musikalische Entwicklung ein und komponierte ein Wohltemperiertes Klavier für sein Jazztrio. Teile dieser Kompositionen sind in abgeänderter Fassung, die durch Anregungen seiner Bandkollegen entstand, auf dem Album Tuesday Wonderland zu hören. In der Jazztradition ist er kompositorisch der Musik von Thelonious Monk eng verbunden. In seinen Kompositionen und Improvisationen verarbeitete er außerdem Hörerfahrungen aus anderen Musikgenres, wie der Pop- und Rockmusik (z. B. Radiohead). Zur Übung und Entspannung spielte er auch gerne klassische Werke von Beethoven, Chopin, Rachmaninow und Bartók, hielt sich jedoch nicht für gut genug, um diese auf CD einzuspielen.
Obwohl er maßgeblich zur Emanzipation der europäischen Jazzszene von der US-amerikanischen beitrug, schätzte er deren Tradition, ohne sich jedoch unnötigen Zwängen durch diese auszusetzen. Das oft beschworene Szenario eines Wettbewerbs oder Kampfes um die neuere, innovativere Jazzszene zwischen den Vereinigten Staaten und Europa konnte er jedoch nicht nachvollziehen und sah die Innovation vielmehr in Abhängigkeit von einzelnen Künstlern, als von Staaten.
Ein für Jazztrios eher ungewöhnlicher Ansatz war die lange und stetige Verbundenheit der drei Mitglieder, die nur zusammen im Esbjörn Svensson Trio auftraten. Diese eher aus der Pop- und Rockmusik bekannte Beständigkeit der Bandmitglieder trug maßgeblich zu der eigenen Soundbildung des Trios bei, die später zu ihrem unverwechselbaren Markenzeichen wurde. Ebenso entwickelte sich ein quasi blindes Verständnis für gemeinsame Improvisationen, die große Anerkennung genossen.
Durch die organische Einbindung elektronischer Klangeffekte auf der Basis von akustischen Instrumenten wurde das traditionelle Klangbild des Jazztrios erweitert. Die Elektronik sollte den Klang nicht dominieren, sondern nur ergänzen, so dass zum Beispiel Synthesizer nur bei Proben zu Hause, nicht jedoch bei Konzerten oder Plattenaufnahmen zum Einsatz kamen.
Svensson spielte das Piano lyrisch, virtuos und zugleich energiereich, nicht aber technisch, so dass die rein pianistische Technik stets dem Klangeindruck des Trios untergeordnet war und teilweise auch nach dem Prinzip „weniger ist mehr“ komponiert und improvisiert wurde.
Den Tonmeister der Band, Åke Linton, nannte Svensson oft „ein viertes Bandmitglied“, was die Suche nach dem perfekten Sound der Gruppe für jede Art von Konzerträumen betont.
Später setzte e.s.t. bei Live-Auftritten auch Lichteffekte ein, die jedoch nie von der Musik ablenken, sondern diese nur visuell unterstützen sollten.
Svensson beeinflusste eine Reihe von jüngeren Musikern in ihrer musikalischen Entwicklung, so etwa Ethan Iverson der Gruppe The Bad Plus und den deutschen Jazz-Pianisten Michael Wollny, und prägte einen neuen Klang im Genre des Jazztrios.

## Diskographie (Auswahl)
- 1993: When Everyone Has Gone Dragon
- 1995: E.S.T. Live '95 (in Schweden veröffentlicht als Mr. & Mrs. Handkerchief) ACT Music + Vision
- 1997: Steve Dobrogosz, Bobo Stenson, Anders Widmark, Esbjörn Svensson Solo Flights, Scandinavian Songs Music Group (4 Solostücke)
- 1997: Winter in Venice, Superstudio GUL
- 1998: EST Plays Monk, Superstudio GUL
- 1999: From Gagarin's Point of View, Superstudio GUL
- 2000: Good Morning Susie Soho, Superstudio GUL
- 2001: Somewhere Else Before (US-amerikanische Kompilation aus From Gagarin's Point of View und Good Morning Susie Soho)
- 2002: Strange Place for Snow, Superstudio GUL
- 2003: Seven Days of Falling, Superstudio GUL
- 2003: Live in Stockholm, DVD, aufgezeichnet am 10. Dezember 2000 – enthält Videos und ein Interview
- 2005: Viaticum, Spamboolimbo
- 2005: e.s.t. Viaticum, Live in Berlin Platinum Edition German Jazz Award, enthält vier Live-Mitschnitte eines Konzerts und einen vorher unveröffentlichten Bonus-Track
- 2006: Tuesday Wonderland, aufgezeichnet in den Bohus Sound Recording Studios, Göteborg, Schweden im März 2006
- 2007: Live in Hamburg, Aufzeichnung des NDR, Laeiszhalle 22. November 2006
- 2008: Leucocyte, aufgezeichnet in den Studios 301, Sydney, Januar 2007
- 2009: Retrospective - The Very Best of e.s.t.
- 2012: 301, aufgezeichnet in den Studios 301, Sydney, Januar 2007
- 2016: E.S.T. Symphony (Royal Stockholm Philharmonic Orchestra mit Hans Ek, Dan Berglund, Magnus Öström, Iiro Rantala, Marius Neset, Verneri Pohjola & Johan Lindström)
- 2018: Live in London, aufgezeichnet während der Viaticum-Tour, 2005
- 2019: Live in Gothenburg, aufgezeichnet 2001
- 2022: Home.S, aufgezeichnet 2008[22][23]

## Auszeichnungen
Svensson wurde in Schweden 1995 und 1996 zum Jazzmusiker des Jahres gewählt, im Jahre 1998 erhielt er die Auszeichnung als Best Composer und im Jahre 2002 den Guinness Jazz in Europe Award. 2003 wurde er mit dem Special MIDEM Award: Discovery of the Year ausgezeichnet. Ebenso 2003 erhielt er den BBC Jazz Award: Best International Artist of the Year, den The Jazz Cat Award der Schwedischen Jazz-Organisation und den Französischen Grammy als Best International Artist - Victoire du Jazz. Ein Jahr später folgte der Swedish Music Export Prize. Er ist Träger des „Hans Koller European Jazz Prize 2004“. 2007 erhielt er den Django d’Or (Schweden) als Contemporary Star of Jazz.
Sieben seiner Alben als Pianist des Esbjörn Svensson Trio erhielten in Deutschland Gold- und weitere drei sogar Platin-Auszeichnungen.

## Zitate
„Wir sind eine Pop-Band, die Jazz spielt.“

„Die Energie ist wohl das wichtigste in [der] Musik. Ohne Energie ist alles nichts.“

„Wir sind keine 20jährigen mehr, die denken, sie seien die besten Musiker der Welt. Wir haben Familien und Kinder, die uns immer wieder runter holen. Wenn wir nach Hause kommen, spielen wir mit ihnen Lego und bringen sie zur Schule. Wir sind nur normale Typen, die ziemlich viel Spaß und Leidenschaft bei dem empfinden, was sie tun.“

„I am following the path of my heart, this is the music we have to play, this is the music we love to play, the only music we want to play.“

## Stimmen zu Esbjörn Svensson
„Seine Soli waren kleine Meisterwerke der melodischen Entwicklung, Geschichten innerhalb von Geschichten, die oft das Drama der aufsteigenden Linie nutzten. Bei Konzerten zog die Kraft und Intensität seines Spiels das Publikum in den Bann […]. Aber was auch immer an Lob und Auszeichnungen auf ihn einprasselte, […], seine Füße blieben immer fest auf dem Boden […].“

„[Ihre Musik] klang für mich nicht wie Leute, die 1957 Miles Davis-Platten imitieren, sie klang für mich so, wie sich die Welt gerade anfühlt, diese Qualitäten sind für mich die Qualitäten, die den Jazz überleben lassen werden, und sie sind zunehmend selten […].“

„Diese Gruppe ist zu einem Klang geworden, einem genialen mutierten Menschen mit sechs Händen, drei Gehirnen und einer musikalischen Sensibilität.“

„Der wichtigste Künstler, der in den letzten zehn Jahren im Jazz aufgetaucht ist.“

## Trivia
- Svensson bevorzugte Flügel und Klaviere der Firmen Steinway und Yamaha, versuchte dabei aber möglichst offen für Instrumente anderer Hersteller zu bleiben. Generell räumte er der Stimmung des Instruments einen wichtigeren Stellenwert ein als dem Fabrikat. Er selbst besaß einen Yamaha-Flügel und nutzte für elektronische Klangeffekte ein Line6 POD 2.0.[24]